# Dan Stănescu
Dan Stănescu este un conducător al rromilor, care a fost ales de consiliul de coroana al rromilor creștini, în decembrie 2007 și de către „împăratul rromilor” Iulian Rădulescu ca „Rege Internațional al tuturor rromilor creștini de pretutindeni”.

## Biografie
Dan Stănescu este fiul „regelui internațional al tuturor rromilor creștini de pretutindeni”, Ilie Badea Stănescu, care-și avea reședința în orașul Costești (județul Argeș). 
La data de 27 decembrie 2007, a avut loc înmormântarea "regelui internațional al tuturor rromilor creștini de pretutindeni", Ilie Badea Stănescu. În cele trei zile de priveghi, Consiliul de Coroană al Casei Regale de la Costești a decis cu unanimitate de voturi, ca urmașul la tron al regelui decedat să fie prințul Dan, fiul cel mai mare al regelui. Prezent la funeraliile "regelui", împăratul rromilor, Iulian Rădulescu, a emis un decret prin care a dispus și a recunoscut înscăunarea lui Dan Stănescu ca rege al rromilor de pretutindeni. 
Înainte de înmormântare, la orele 12, în curtea Palatului de Aramă de la Costești, Dan Stănescu a fost așezat pe tron și a primit coroana regală, în prezența primarului orașului Costești, Dan Vasile, a împăratului rromilor, Iulian Rădulescu, a Consiliului rromilor de la Sibiu și a peste 1.000 de țigani veniți să-l conducă pe "rege" pe ultimul drum. Dan Stănescu și-a pus coroana de aur a tatălui său, inelul pentru închinare și rugăciune și lanțul cu cruce, dăruit în 2003 lui Ilie Badea Stănescu de Patriarhia Ortodoxă Română. 
Cei prezenți au aplaudat și au scandat în repetate rânduri: "Regele Tortică a murit, trăiască regele Dan Stănescu!". Mama sa, Maria Stănescu, i-a urat "să dea Dumnezeu să facă ce a făcut și ce nu a făcut tatăl său. Să aiba grijă de cei bogați, de cei săraci și așa va fi un rege bun”.
Imediat după această ceremonie, noul "rege", alături de rude și de cortegiul de rromi s-a îndreptat spre biserică, pentru slujba de înmormântare. 
Cu acest prilej, împăratul Iulian a declarat că "(Ilie Badea Stănescu) este o pierdere grea, a fost un rege bun. Viața însă trebuie să meargă mai departe, chiar dacă regele Tortică a murit, iar de acum rege este Dan Stănescu, fiul lui cel mai mare, conform cutumelor noastre. Regele Dan Stănescu a primit recunoașterea mea prin decretul cu nr. 104, pe care l-am semnat". 
Decretul imperial precizează că "în conformitate cu cutumele noastre, ale celor 78 de milioane de membri ai acestei etnii, se acordă titlul de rege al romilor lui Dan Stănescu”.